# 월화
〈월화〉(일본어: 月華 겟카[*])는 일본의 여가수 나카모리 아키나(中森明菜)의 30번째 싱글로 1994년 10월 5일에 발매하였다. (8cmCD: MVDD-10009) 작사는 마츠이 고로(松井五郎)가, 작곡은 카지와라 슈고(梶原秀剛)가, 편곡은 마츠모토 아키히코(松本晃彦)가 담당하였고 MCA 빅터의 레이블로 출시되었다. B사이드 곡은 〈BLUE LACE〉(블루 레이스)로 작사는 아유카와 메구미(鮎川めぐみ)가, 작곡은 가키하라 아케미(柿原朱美)가, 편곡은 야마카와 에츠코(山川恵津子)가 도맡았다.
1994년 10월 17일, 오리콘 주간 싱글 차트 8위로 처음 등장하여 차트 톱100을 총 7주간 지켰다.

## 수록곡
| #            | 제목                                                                     | 작사            | 작곡            | 편곡              | 재생 시간 |
| ------------ | ------------------------------------------------------------------------ | --------------- | --------------- | ----------------- | --------- |
| 1.           | 〈〈월화〉(月華)〉                                                       | 마츠이 고로     | 카지와라 슈고   | 마츠모토 아키히코 | 5:02      |
| 2.           | 〈〈BLUE LACE〉〉                                                        | 아유카와 메구미 | 가키하라 아케미 | 야마카와 에츠코   | 4:45      |
| 3.           | 〈〈월화 (오리지널 가라오케)〉(月華（オリジナル・カラオケ）)〉           |                 |                 |                   | 5:01      |
| 4.           | 〈〈BLUE LACE (오리지널 가라오케)〉(BLUE LACE（オリジナル・カラオケ）)〉 |                 |                 |                   | 4:45      |
| 총 재생 시간 | 총 재생 시간                                                             | 총 재생 시간    | 총 재생 시간    | 총 재생 시간      | 22:14     |